# Panterpe insignis
Panterpe insignis là một loài chim trong họ Chim ruồi.